# お昼のN天ワイド
『お昼のN天ワイド』（おひるのエヌてんワイド）は、テレビ朝日で1994年10月3日から1997年9月26日にかけて放送された平日昼前枠のオムニバス報道番組。通称『N天ワイド』。

## 概要
- 放送時間は月曜日 - 金曜日11:30 - 12:00の30分番組。
- それまで放送された『ザ・ニュースキャスター』が縮小、ニュース・天気・生活情報を盛り込んだ番組となった。11:30から11:45までの前半はヘッドラインニュースなどを伝え、気象予報士・高塚哲広（当時は“高塚てつ彦”）の気象情報も伝えた。11:45以降の後半は高井正憲と女性キャスターが伝える『ANNニュース』を内包して放送された。
- 番組名に「ワイド」と付いているものの、正味の放送時間は15分の為、ミニ番組である。本編はテレビ朝日と一部系列局数局程度のネットに留まっていた。スポンサーは局ごとに異なっていた。
- 前半部分はワイドショーの司会・リポーター経験がある寺崎貴司・藤井暁・山口豊などが担当していた。
- 1997年9月26日を以って『ワイド!スクランブル』に統合されて番組は終了した。最終回では同時期に廃止された信越本線横川駅の中継で番組を締めくくっていた。
- 放映期間中は阪神・淡路大震災や地下鉄サリン事件、オウム真理教のメンバー等による一連の事件といった大事件が軒並み発生し、緊急ニュースで本番組が実質的に番組返上となるケースが頻出していた（特に1995年頃）。
- 瀬戸内海放送は『KSB DAY・WATCH』と改題してネットしていたが、オープニングの挨拶では普通に「お昼のN天ワイドです」と言っていた。
- エンドカードは番組開始から1996年3月迄はANNニュース終了後に表示していたが、同年4月から最終回迄は本編終了後に表示していた。前期は「ANNお昼のN天ワイド おわり」と表示していたが、後期は「お昼のN天ワイド おわり」の表示となっていた。
- 本編のオープニングのみ「こんにちは」の挨拶があり、ANNニュースでは挨拶は無く、「今日、これ迄に入っているニュースをまとめてお伝えします」と冒頭でコメントするのみとなっている。

## 主なコーナー
- ヘッドラインニュース（今日のトップニュース1項目）
- ヘッドラインフラッシュ（最新のニュース3項目ほどを伝える。）
- N天特集（生活密着情報）
- 【ローカル枠】高塚てつ彦のお天気研究所（関東地方・全国の天気、大半の系列局でも関東地方の天気予報がそのまま垂れ流しとなっていた）
- 【ローカル枠】あの日あの時（懐かしの曲に乗せながら、当時の世相を振り返るコーナー。）
- ANNニュース

## キャスター
| 期間                          | 本編（11:30 - 11:45） | 本編（11:30 - 11:45） | 本編（11:30 - 11:45） | 本編（11:30 - 11:45） | ANNニュース（11:45 - 12:00） | ANNニュース（11:45 - 12:00） |
| 期間                          | 男性                  | 女性                  | 女性                  | 天気担当              | 男性                         | 女性                         |
| 期間                          | 男性                  | 月 - 水曜日           | 木・金曜日            | 天気担当              | 男性                         | 女性                         |
| ----------------------------- | --------------------- | --------------------- | --------------------- | --------------------- | ---------------------------- | ---------------------------- |
| 1994年10月3日 - 1995年3月31日 | 寺崎貴司1             | 勝恵子                | 戸田信子              | 高塚哲広2             | 高井正憲3                    | （本編と同様）               |
| 1995年4月3日 - 1996年3月29日  | 藤井暁1               | 勝恵子                | 戸田信子              | 高塚哲広2             | 高井正憲3                    | （本編と同様）               |
| 1996年4月1日 - 1996年9月27日  | 山口豊3               | 丸川珠代              | 丸川珠代              | 高塚哲広2             | 高井正憲3                    | （本編と同様）               |
| 1996年9月30日 - 1997年9月26日 | 山口豊3               | 岡田洋子4             | 岡田洋子4             | 高塚哲広2             | 高井正憲3                    | 丸川珠代3                    |

- 勝・戸田・高塚以外は、テレビ朝日アナウンサー（当時）
- 1 各番組担当に伴い、本番組を降板（寺崎は『パワーワイド』、藤井は『ワイド!スクランブル』）
- 2 気象予報士、当時の名義は『高塚 てつ彦』、同系列である朝日放送（現・朝日放送テレビ）元アナウンサー。
- 3 『ワイド!スクランブル』内の『ANNニュース』も1999年3月まで続投（山口は、本番組終了後の2000年10月から2006年3月まで）。
- 4『ステーションEYE』から異動、1997年3月まで、金曜日の『ニュースステーション』を兼務。

## ネット局

### 同時フルネット局
- テレビ朝日（制作局）
- 北海道テレビ
- 青森朝日放送
- 岩手朝日テレビ（サービス放送期間の1996年9月24日から）[1]
- 秋田朝日放送
- 新潟テレビ21
- 長野朝日放送
- 北陸朝日放送（『ザ・ニュースキャスター』までは11:45からの放送だった）
- 山口朝日放送（九州朝日放送制作『情報回遊TV うるとらマンボウ』放送のため、1995年3月31日打ち切り）
- 瀬戸内海放送（『KSB DAY・WATCH』と改題してネット）
- 愛媛朝日テレビ（サービス放送期間の1995年3月27日から、サービス放送期間中は11:45飛び乗り[2]）
- 大分朝日放送（山口朝日放送と同様）
- 琉球朝日放送（サービス放送期間の1995年9月25日から、サービス放送期間中は11:45飛び乗り[3]。ローカル枠ではローカルニュースへの差し替えを行使した）

※11:45まではあくまでローカルセールス枠のため、一部地域では全国高等学校野球選手権大会地区大会の中継などのため、番組後半の『ANNニュース』だけのネットになる場合があった。

### 11:45飛び乗り局
『ANNニュース』のみのネットであった。
- 山形テレビ
- 東日本放送
- 福島放送
- 静岡朝日テレビ
- 福井放送（クロスネット局）
- 名古屋テレビ放送
- 朝日放送
- 広島ホームテレビ
- 山口朝日放送（1995年4月3日から）
- 九州朝日放送
- 長崎文化放送
- 熊本朝日放送
- 大分朝日放送（1995年4月3日から）
- テレビ宮崎（クロスネット局）
- 鹿児島放送

### 時差フルネット局
- 朝日ニュースター（CS）…13:30 -14:00

## 関連番組
- YTSお昼のN天ステーション

テレビ朝日系列の山形テレビで同時期に放送されていた昼のローカルニュース番組。
| テレビ朝日 平日昼前の情報番組枠（1994.10 - 1997.9）                      | テレビ朝日 平日昼前の情報番組枠（1994.10 - 1997.9） | テレビ朝日 平日昼前の情報番組枠（1994.10 - 1997.9）                   |
| 前番組                                                                   | 番組名                                              | 次番組                                                                |
| ------------------------------------------------------------------------ | --------------------------------------------------- | --------------------------------------------------------------------- |
| ザ・ニュースキャスター（第1部） ※11:30 - 12:00 【『ANNニュース』を内包】 | お昼のN天ワイド 【『ANNニュース』を内包】           | ワイド!スクランブル（第1部） ※11:30 - 12:00 【『ANNニュース』を内包】 |